# Latycephala decussata
Latycephala decussata är en insektsart som beskrevs av Kuoh. Latycephala decussata ingår i släktet Latycephala och familjen dvärgstritar. Inga underarter finns listade i Catalogue of Life.